# Secret Squirrel
Secret Squirrel is een strip- en tekenfilmfiguur van de hand van het duo Hanna-Barbera.
Deze eekhoorn, die als geheim agent wordt bijgestaan door zijn sidekick Morocco Mole, verscheen voor het eerst in 1965. In het eerste seizoen van het Nederlandse jeugdprogramma De Berebios (1977/1978) werden er enkele afleveringen van door de AVRO uitgezonden onder de titel Geheimagent Eekhoorn.
Het personage van Secret Squirrel is losjes op James Bond gebaseerd. Hij maakt gebruik van allerhande gadgets om zijn megalomane tegenstanders te verslaan.

## Super-Secret Secret Squirrel
In de jaren negentig van de twintigste eeuw werd de personages nieuw leven ingeblazen met een nieuwe serie afleveringen, deze keer onder de titel Super Secret Secret Squirrel. Deze cartoons werden uitgezonden in het programma 2 Stupid Dogs.
Het verschil met de oudere cartoons is dat de wereld waarin de nieuwe verhalen zich afspelen nagenoeg volledig door dieren wordt bevolkt. Er komen geen mensen in voor. Het hoofd van de dienst is nu een Afrikaanse buffel genaamd Chief. De assistent van Chief is een vrouwelijke eekhoorn met de naam Penny.

## Engelse Stemmen
- Secret Squirrel: Mel Blanc (1965-1966), Jess Harnell (1993)
- Morocco Mole: Paul Frees (1965-1966), Jim Cummings (1993)
- Double-Q: Paul Frees (1965-1966)
- Chief: Tony Jay (1993)
- Penny: Kimmy Robertson (1993)

## Nederlandse Stemmen[1]
- Secret Squirrel: Henk Uterwijk
- Morocco Mole: Olaf Wijnants
- Inspecteur: Paul van Gorcum
- Overige stemmen: Jan Anne Drenth, Olaf Wijnants, Paul van Gorcum, Corry van der Linden, Fred Butter en Hans Hoekman

## Afleveringen
| Seizoen 1 (1965-1966) 1. Sub Swiper 2. Masked Granny 3. Scotland Yard Caper 4. Robin Hood & His Merry Muggs 5. Wolf In Cheap Cheap Clothing 6. Royal Run Around 7. Yellow Pinkie 8. Five Is A Crowd 9. It Stopped Training 10. Wacky Secret Weapon 11. Cuckoo Clock Cuckoo 12. Catty Cornered 13. Leave Wheel Enough Alone 14. Jester Minute 15. Not So Idle Idol 16. Gold Rushed 17. Double Ex-Double Cross 18. Capt. Kidd's Not Kidding 19. Bold Rush 20. Tusk-Tusk | Seizoen 2 (1966) 1. Robot Rout 2. The Pink Sky Mobile 3. Scuba Duba Duba 4. Hi-Spy 5. Spy In The Sky 6. Ship Of Spies | Super Secret Secret Squirrel (1993) 1. Goldflipper 2. Greg 3. Quark 4. Queen Bea 5. Hot Rodney 6. Egg 7. Chameleon 8. Agent Penny 9. Scirocco Mole 10. Platypus 11. Doctor O. 12. One Ton 13. Voo Doo Goat |